# Auto Expo
Die Auto Expo ist eine alle zwei Jahre jeweils Anfang Januar in der indischen Hauptstadt Neu-Delhi stattfindende Automobilausstellung. Für die Messe wird das Ausstellungsgelände Pragati Maidan genutzt. Seit der neunten Ausgabe 2008 wird die Messe auch international beachtet und von der Organisation Internationale des Constructeurs d’Automobiles betreut.

## Vorgestellte Fahrzeuge
2008
- Tata Nano – ein Fahrzeug, das durch seinen extrem niedrigen Preis von umgerechnet 1700 € auch international beachtet wurde.
- Suzuki A-Star – eine Studie für die 2009 erschienene Generation des Suzuki Alto.

2010
- VW Polo V in einer speziellen Version für den indischen Markt.
- Toyota Etios – eine Studie für einen speziell auf den indischen Markt zugeschnittenen Kleinwagen, der im Dezember 2010 auf den Markt kam.[1]
- Chevrolet Beat – ein Kleinstwagen, welcher auch in anderen Ländern vermarktet werden und europäischen Sicherheitsstandards genügen soll.